# Monica Lingegård
Monica Cecilia Lingegård, född 22 december 1962 i Farsta församling i Stockholms stad, är en svensk företagsledare.
1987 blev Monica Lingegård civilekonom vid Stockholms universitet. Lingegård började som it-konsult hos Cap Gemini samt har varit anställd vid SEB, Spray.se och var mellan 2005 och 2010 vd på Prenax och säkerhetsföretaget G4S i Sverige. Tiden mellan 2011 och 2020 var hon VD för Samhall. Sedan augusti 2020 är Lingegård VD och koncernchef för SJ.
2015 blev hon utsedd till årets VD i kategorin "stora företag" av ledarsakapssajten motivation.se
2016 var Lingegård listad på plats 21 i Veckans Affärers "Näringslivets 111 mäktigaste kvinnor". 
Lingegård är styrelseordförande för bransch- och arbetsgivarorganisationen Tågföretagen samt sitter i styrelsen för Humana AB.